# Октет (информатика)
Окте́т в информатике — восемь двоичных разрядов. В русском языке октет обычно называют байтом, однако для некоторых процессорных архитектур байт может и не быть равен 8 битам. Октет может принимать 256 возможных состояний (кодов, значений, комбинаций битов (нулей и единиц)).

## Количество состояний в октете
Количество возможных состояний (кодов, значений), которое может принимать 1 октет, рассчитывается комбинаторно и равно количеству размещений с повторениями:
{\displaystyle {\bar {A}}(n,k)={\bar {A}}_{n}^{k}=n^{k}=2^{8}=256} возможных состояний (кодов, значений),
где {\displaystyle n} — количество возможных состояний (кодов, значений) одного разряда (элемента) (один двоичный разряд (бит) имеет два возможных состояния (n=2)); {\displaystyle k} — количество двоичных разрядов (битов) (в одном октете 8 двоичных разрядов (k = 8) и в одном октете может быть от 0 до 8 двоичных разрядов с одинаковым значением).

## «Октет» или «байт»?

#### В русском языке
Слово «октет» часто употребляется при описании сетевых протоколов, так как они предназначены для взаимодействия компьютеров, имеющих не обязательно одинаковую платформу. В отличие от байта, который (в широком смысле) может быть равен 10, 12 и т. п. битам, октет всегда равен 8 битам.

#### В других языках
Чтобы исключить двусмысленность, а также из соображений благозвучия, во французском языке слово «октет» (octet) используется почти везде, где в русском или английском языках употребляется слово «байт».